# Culex inadmirabilis
Culex inadmirabilis är en tvåvingeart som beskrevs av Dyar 1928. Culex inadmirabilis ingår i släktet Culex och familjen stickmyggor. Inga underarter finns listade i Catalogue of Life.